# 王用謨
王用謨（？—？），號明吾，山東登州府萊陽縣人，明朝政治人物。

## 生平
萬曆十六年（1588年）戊子科山東戊子科鄉試舉人，二十年（1592年）中式壬辰科三甲第一百七十八名進士。工部觀政，授行人司行人，二十三年升礼部祠祭司主事，歷禮部主客司員外郎，曾奉旨出使朝鲜。改工部員外郎

## 家族
曾祖王舜弼；祖父王宗儒；父王九經，號守菴，贈承德郎禮部祠祭司主事；母任氏，贈安人。